# Eisbahn Kleinholz
L'Eisbahn Kleinholz è una pista di ghiaccio svizzera situata ad Olten con una capacità di 6270 posti, di cui 5420 in piedi e 850 a sedere. Vi si svolgono le partite casalinghe dell'EHC Olten.